# عثمان بن حنیف
عثمان بن حنیف از یاران پیامبر اسلام و علی، امام اول شیعیان بود. وی در دوران خلافت علی بن ابی طالب و عمر بن خطاب، والی بصره بود. برخی منابع او را از اعضاء شرطة الخمیس می‌دانند.

## زندگی و فعالیت‌های سیاسی
وی از شرکت کنندگان در جنگ احد بود. برخی از حضور وی در صلح حدیبیه سخن گفته‌اند. وی در دوران خلافت عمر بن خطاب، والی بصره و مأمور اندازه گیری سرزمین های خراجی عراق بود.پس از وفات محمد و فتح عراق، عمر بن خطاب او را مسئول خراج (مالیات) سواد عراق کرد و برای او حقوقی معین کرد که هر روز یک چهارم شاهی و پنج درهم بود. او همچنین دستور داد که زمین‌های سواد را اندازه‌گیری کند تا مالیات آن‌ها تعیین شود. در سال اول، خراج سواد به ۸۰ میلیون درهم رسید و پس از آن به ۱۲۰ میلیون درهم افزایش یافت.
بر اساس منابع شیعی ،پس از آن عایشه در ماجرای جنگ جمل از وی خواست تا وی را همراهی کند، اما او استنکاف کرد. یاران عایشه تمام موهای سر و صورت او را کندند و نزد عایشه بردند، عایشه او را آزاد کرد. وی به سپاه علی پیوست و در جنگ جمل بر ضد عایشه بود. وی در نهایت در کوفه و در دوران حکومت معاویه از دنیا رفت. برخی محل مرگ وی را مدینه گزارش کرده‌اند. علی در آغاز سال ۳۶ هجری که به خلافت رسید، عثمان بن حنیف را به سمت فرمانداری بصره منصوب کرد. وی را جزء یاران خاص علی بن ابی‌طالب گزارش کرده‌اند که عضوی از اعضاء شرطة الخمیس بوده‌است. 